# Boaedon fuliginosus
Espèce
Synonymes
- Lycodon fuliginosus Boie, 1827
- Boaedon unicolor Duméril, Bibron & Duméril, 1854
- Boodon bipraeocularis Günther, 1888
- Boodon mentalis Günther, 1888
- Lamprophis fuliginosus (Boie, 1827)
- Lamprophis fuliginosus bedriagae Chippaux, 1999
- Lamprophis fuliginosus mentalis (Günther, 1888)

Boaedon fuliginosus est une espèce de serpents de la famille des Lamprophiidae.

## Répartition
Cette espèce se rencontre dans le sud de l'Arabie ainsi que dans la quasi-totalité de l'Afrique, à l'exception de l'Algérie, de la Tunisie, de la Libye, de l'Égypte et de l'Afrique du Sud.

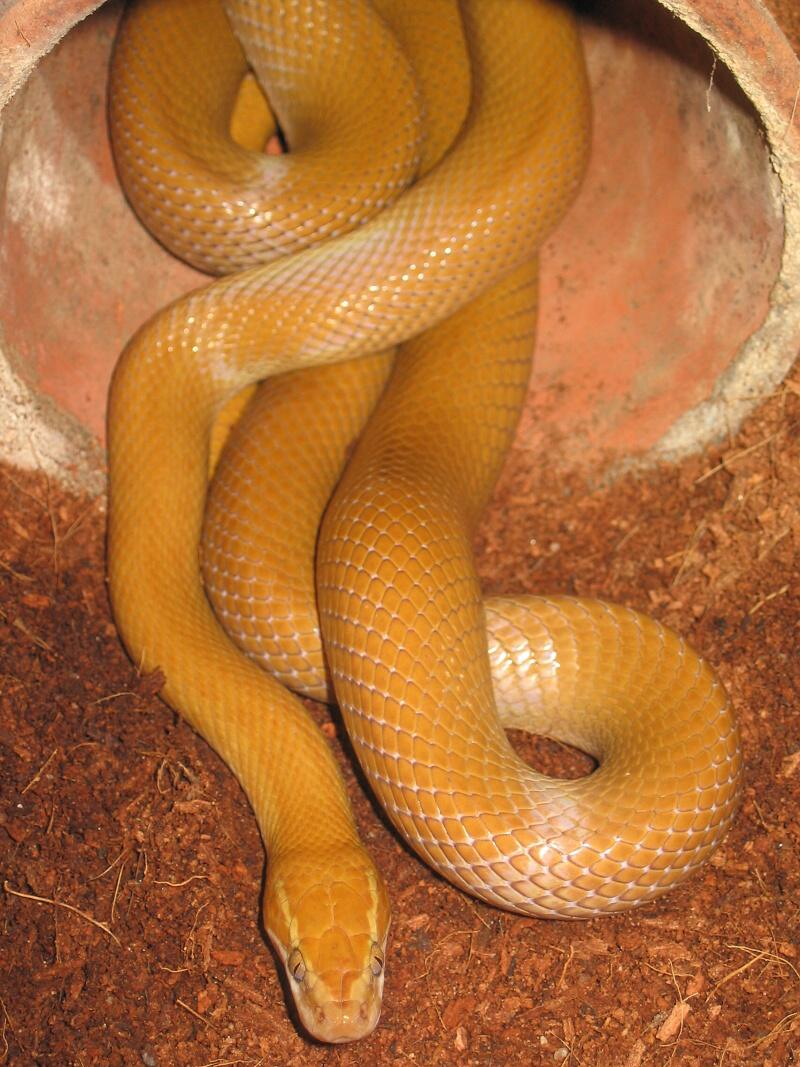

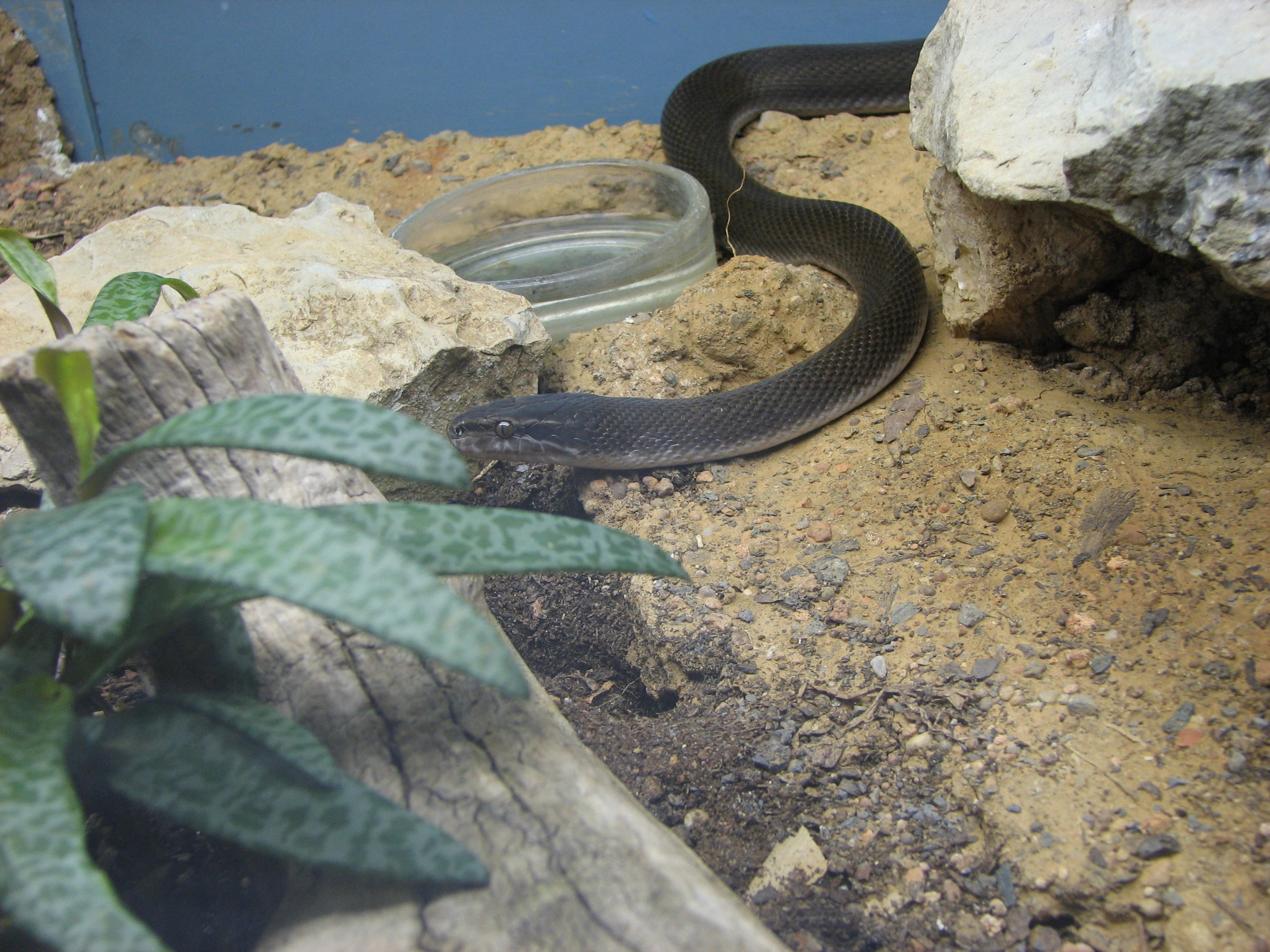

## Description
Le mâle fait entre 60 et 80 cm, et la femelle entre 90 et 120 cm.

## Liste des sous-espèces
Selon The Reptile Database (12 février 2014) :
- Boaedon fuliginosus fuliginosus (Boie, 1827)
- Boaedon fuliginosus mentalis Günther, 1888

## Publications originales
- Boie, 1827 : Bemerkungen über Merrem's Versuch eines Systems der Amphibien, 1. Lieferung: Ophidier. Isis von Oken, Jena, vol. 20, p. 508-566 (texte intégral)
- Günther, 1888 : Contribution to the knowledge of snakes of tropical Africa. Annals and Magazine of Natural History, sér. 6, vol. 1, p. 322-335 (texte intégral).